# Anas flavirostris

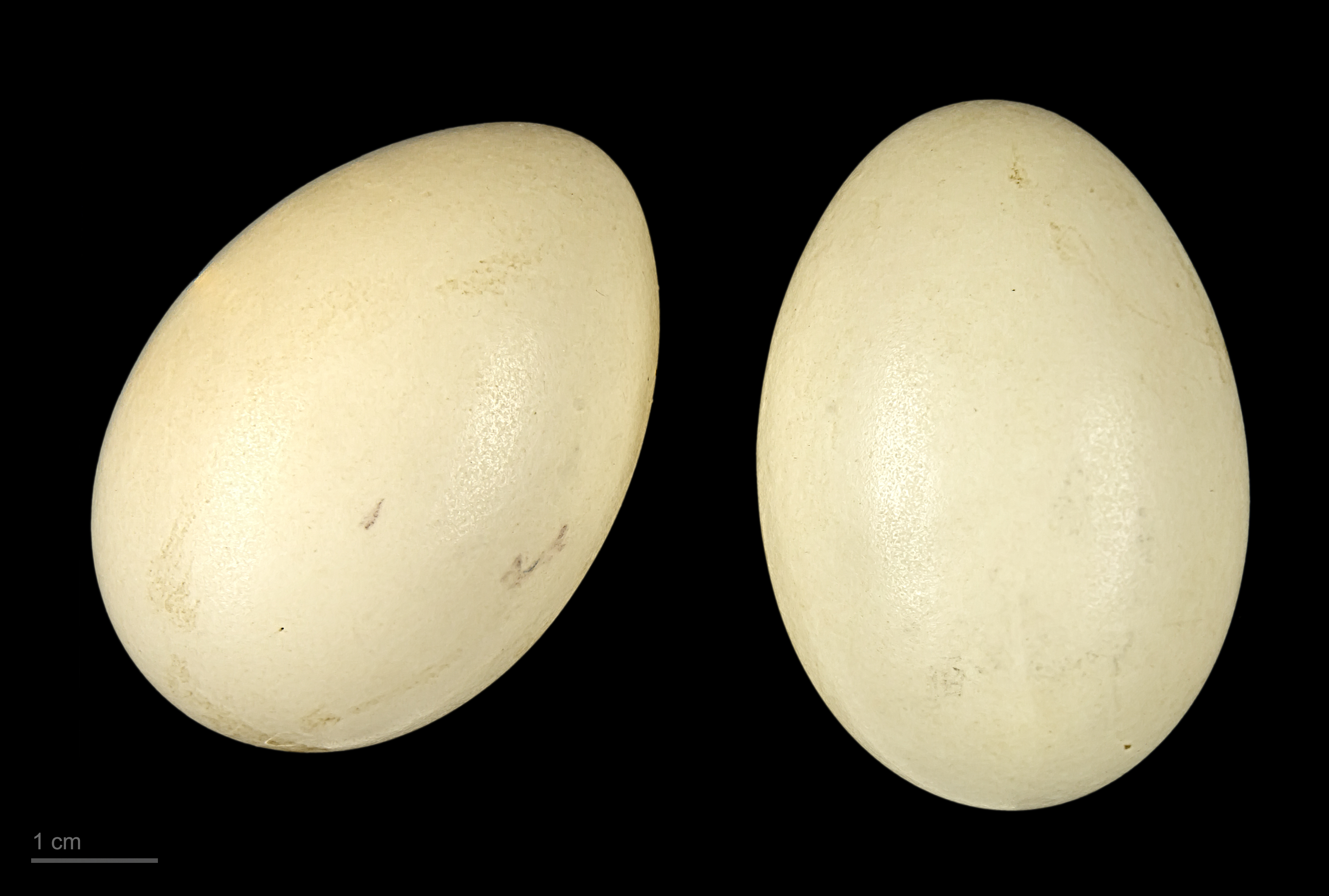
Anas flavirostris oxyptera

L'alzavola marezzata, alzavola macchiettata o alzavola del Cile (Anas flavirostris Vieillot, 1816) è un uccello della famiglia degli Anatidi.

## Descrizione
Presenta un caratteristico becco giallo vivace e per il resto è di colore castano.

## Distribuzione e habitat
La specie è presente in Argentina, Bolivia, Brasile, Cile, Perù, Paraguay, Uruguay nonché nelle isole Falkland, nella Georgia del Sud e nelle isole Sandwich Australi.